# Lasiomyrma gedensis

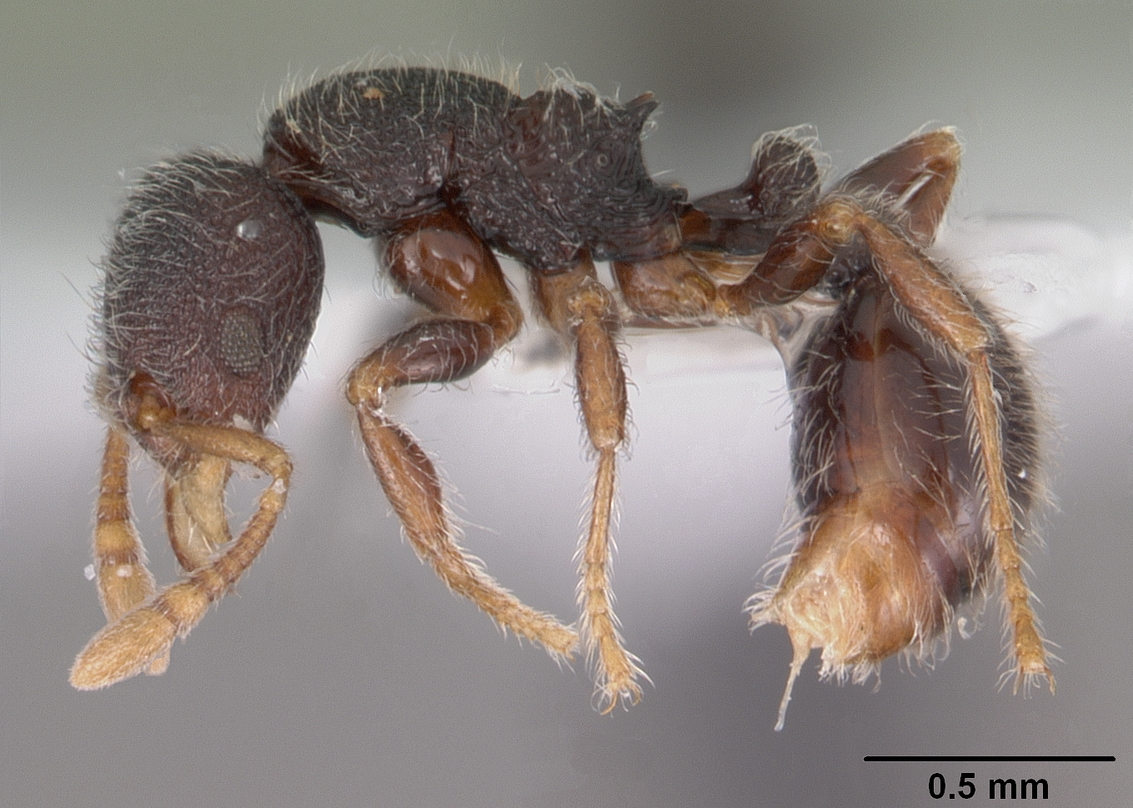
Муравей Lasiomyrma gedensis

Lasiomyrma gedensis (лат.) — вид муравьёв рода Lasiomyrma из подсемейства мирмицины (Myrmicinae, Crematogastrini). Юго-Восточная Азия. Видовое название дано по месту обнаружения по имени вулкана Геде (Mt. Gede).

## Распространение
Индонезия, вулкан Геде (Западная Ява).

## Описание
Мелкие земляные муравьи коричневого цвета, длина тела рабочих 2,4 мм (самки до 2,8 мм). Отличается от близких видов следующими признаками: Верхняя часть проподеума выпуклая; передняя поверхность узелка петиоля отвесная, и в профиль задний край петиолярного стебелька соединяется с передним наклоном узелка под тупым углом. Заднегрудка с проподеальными шипиками. Усики длинные, у самок и рабочих 11—12-члениковые, булава 3-члениковая. Жвалы рабочих треугольно-вытянутые, с 7-9 зубцами. Нижнечелюстные щупики 2-члениковые, нижнегубные щупики состоят из 2 сегментов. Усиковые бороздки отсутствуют. Голени средних и задних ног без апикальных шпор. Стебелёк между грудкой и брюшком состоит из двух сегментов (петиоль + постпетиоль). Кутикула толстая и плотно скульптированная. Жало развито.